# Propliopithecidae
Propliopithecidae (лат.) — семейство вымерших узконосых приматов. Их ископаемые остатки известны из олигоцена (33.9—28,1 млн лет назад). Они найдены на территории северо-восточной Африки (Египет и Оман). Это были древесные всеядные животные.

## Классификация
На декабрь 2024 в отряд включают 3 рода и 6 видов:
- † Aegyptopithecus Simons, 1965
  - † Aegyptopithecus zeuxis Simons, 1965
- † Oligopithecus Simons, 1962
  - † Oligopithecus rogeri Gheerbrant et al., 1995
  - † Oligopithecus savagei Simons, 1962
- † Propliopithecus Schlosser, 1911
  - † Propliopithecus ankeli Simons et al., 1987
  - † Propliopithecus chirobates Simons, 1965
  - † Propliopithecus haeckeli Schlosser, 1911